# Moonlander

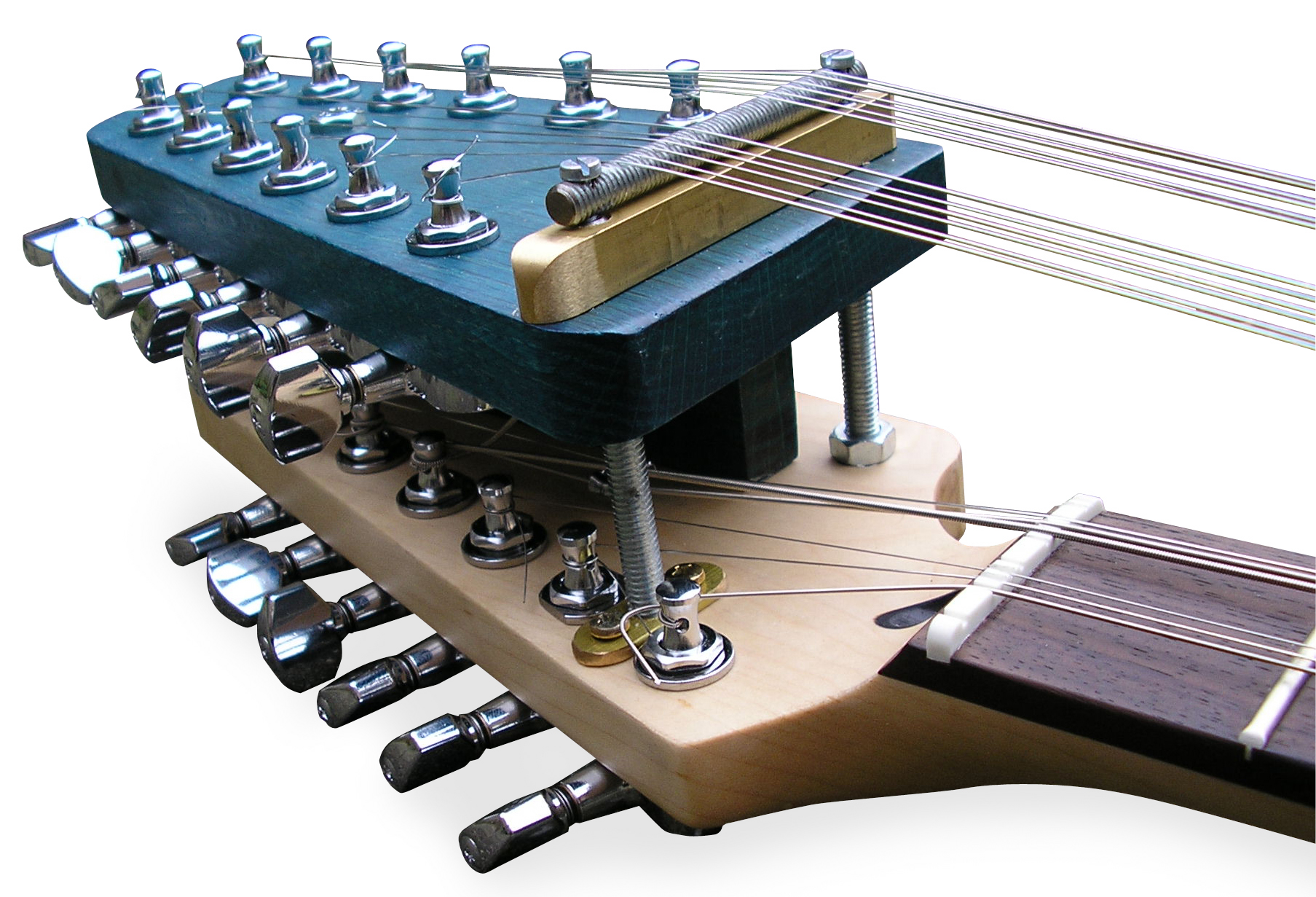
Le due palette: sopra quella con 12 corde, sotto quella con 6 corde.

Il moonlander è uno strumento musicale elettrico a 18 corde ideato e costruito da Yuri Landman per Lee Ranaldo dei Sonic Youth.

## Accordatura
Lo strumento è costituito da dodici (più sei) corde accordate secondo il circolo delle quinte:
mi-la-re-sol-do-fa-la♯-re♯-sol♯-do♯-fa♯-si e mi-la-re-sol-si-mi